# Jerry Ragovoy
Jordan "Jerry" Ragovoy, född 4 september 1930 i Philadelphia i Pennsylvania, död 13 juli 2011 i New York i New York, var en amerikansk låtskrivare och skivproducent.
Ragovoy var ett stort namn på 60-talet då han skrev ett flertal hits för soulbolagen i New York och Philadelphia. Han skrev exempelvis The Rolling Stones hit "Time Is on My Side" och några av Janis Joplins mest kända låtar; "Piece of my heart", "Cry baby" och "Try (just a little bit harder)". Ragovoy startade 1953 skivbolaget Grand, som specialiserade sig på doo-wop. Han skrev då låtar för artisterna Frankie Avalon och Fabian. Under pseudonymen Norman Meade skrev han tillsammans med Bert Berns "Cry baby". "Time Is on My Side" komponerade han för jazztrombonisten Kai Winding och sedan spelade Irma Thomas in den 1964, samma år som Rolling Stones fick en hit med låten som de spelade på Ed Sullivan show.

## Kända verk
| Låttitel                                  | Artist                          | Övriga                                                                  |
| ----------------------------------------- | ------------------------------- | ----------------------------------------------------------------------- |
| "About This Thing Called Love"            | Fabiano Anthony Forte           |                                                                         |
| "Ain't Nobody Home"                       | Howard Tate                     | B.B. King, Bonnie Raitt                                                 |
| "All I Know is The Way I Feel"            | Irma Thomas                     | Howard Tate, The Pointer Sisters                                        |
| "A Wonderful Dream"                       | The Majors                      |                                                                         |
| "Cloudy with a Chance of Tears"           | The Manhattans                  |                                                                         |
| "Cry Baby"                                | Garnet Mimms and the Enchanters | Janis Joplin                                                            |
| "Eight Days on the Road"                  | Howard Tate                     | Foghat                                                                  |
| "Either Side of the Same Town"            | Howard Tate                     | Elvis Costello                                                          |
| "Get It While You Can"                    | Howard Tate                     | Janis Joplin                                                            |
| "Heart Be Still"                          | Lorraine Ellison                |                                                                         |
| "I Can't Wait Until I See My Baby's Face" | Baby Washington                 | Aretha Franklin, Dusty Springfield, Dionne Warwick, Pat Thomas          |
| "I'll Make It Up to You"                  | Garnet Mimms and the Enchanters | Manfred Mann                                                            |
| "I'll Take Good Care of You"              | Garnet Mimms and the Enchanters |                                                                         |
| "It's Been Such a Long Way Home"          | Garnet Mimms and the Enchanters |                                                                         |
| "It Was Easier to Hurt Her"               | Garnet Mimms and the Enchanters | Chris Farlowe, Dusty Springfield                                        |
| "Looking for You"                         | Garnet Mimms and the Enchanters | Chris Farlowe                                                           |
| "Love Makin' Music"                       | Barry White                     |                                                                         |
| "Morning Light"                           | Louis Jordan                    |                                                                         |
| "Move Me No Mountain"                     | Dionne Warwick                  | Hank Crawford, Chaka Khan, Soul II Soul, Love Unlimited                 |
| "My Baby"                                 | Garnet Mimms and the Enchanters | Janis Joplin, The Yardbirds                                             |
| "My Girl Awaits Me"                       | The Castelles                   |                                                                         |
| "One Way Love"                            | The Drifters                    |                                                                         |
| "Pata Pata"                               | Miriam Makeba                   | Osibisa, Percy Faith                                                    |
| "Piece of My Heart"                       | Erma Franklin                   | Big Brother and the Holding Company, The Move, Bonnie Tyler, Faith Hill |
| "Ring Bell"                               | Miriam Makeba                   |                                                                         |
| "Stay with Me"                            | Lorraine Ellison                | The Walker Brothers, Bette Midler, Terry Reid                           |
| "Stop"                                    | Howard Tate                     | James Gang, Jimi Hendrix, Band of Gypsys, Super Session                 |
| "Sure Thing"                              | Dionne Warwick                  |                                                                         |
| "Time Is on My Side"                      | Kai Winding                     | Irma Thomas, The Rolling Stones The Moody Blues                         |
| "Try (Just a Little Bit Harder)"          | Lorraine Ellison                | Janis Joplin                                                            |
| "What's It Gonna Be"                      | Dusty Springfield               | Barbara Acklin                                                          |
| "You Better Believe It"                   | Small Faces                     |                                                                         |
| "You Don't Know Nothing About Love"       | Carl Hall                       | Lorraine Ellison, Renée Geyer                                           |
| "You Got It"                              | Diana Ross                      |                                                                         |